# جاك هاغرتي
جاك هاغرتي (بالإنجليزية: Jack Hagerty)‏ هو لاعب كرة قدم أمريكية ومدرب رياضي أمريكي، ولد في 3 يوليو 1903 في بوسطن في الولايات المتحدة، وتوفي في 23 مارس 1982.

## وصلات خارجية
- جاك هاغرتي على موقع مرجع كرة القدم المحترفة.كوم (الإنجليزية)